# Canoagem nos Jogos Pan-Americanos de 2007
A canoagem nos Jogos Pan-Americanos de 2007 foi realizada no Estádio de Remo da Lagoa entre 25 e 28 de julho de 2007. Foram disputadas nove provas masculinas e três femininas da modalidade Velocidade. Não houve provas de canoagem slalom no Pan 2007.

## Países participantes

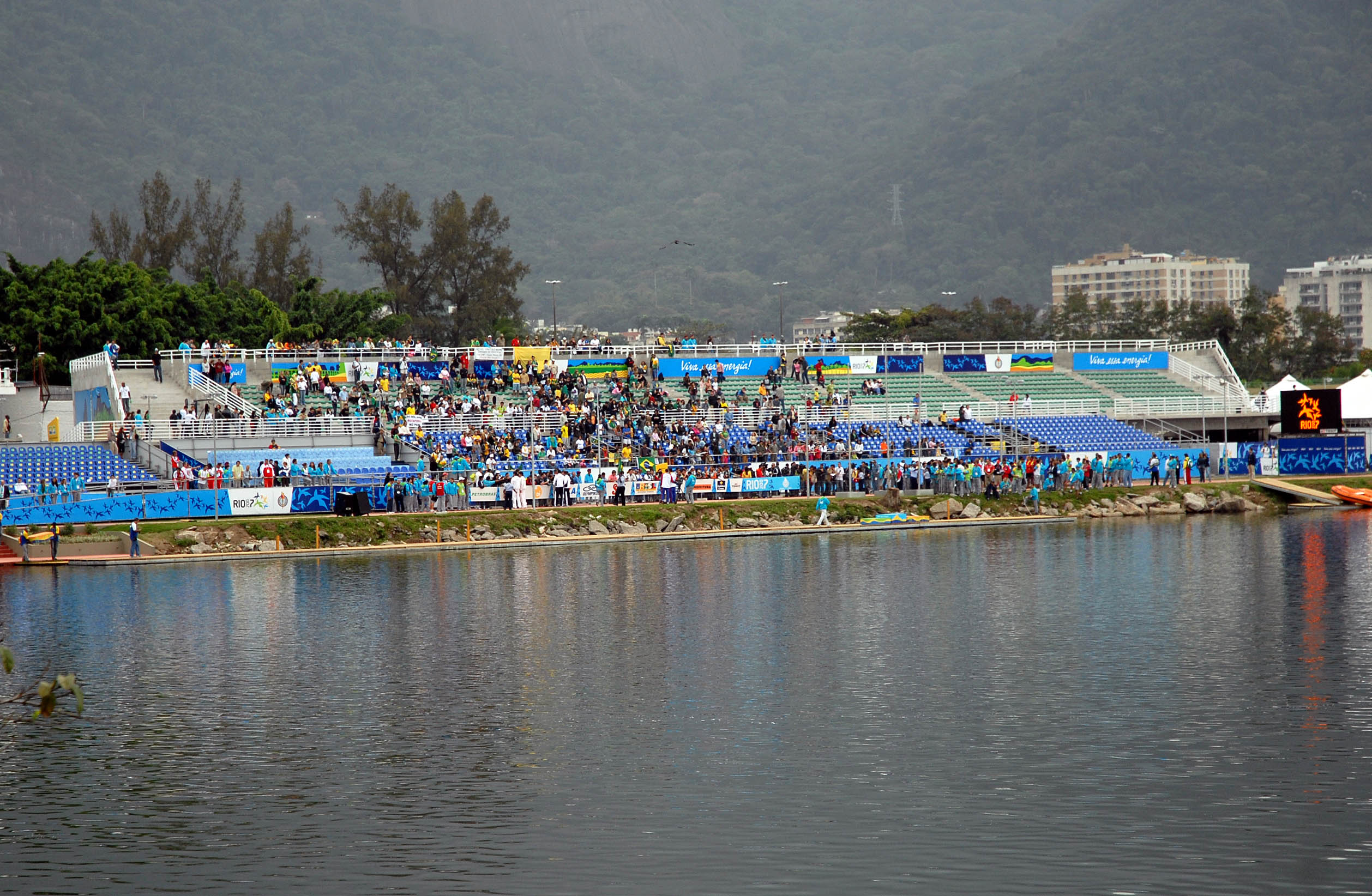
Estádio de Remo da Lagoa, sede das competições.

Um total de 15 delegações apresentaram atletas participantes nas competições de canoagem, totalizando 81 homens e 38 mulheres:
| - ARG Argentina (13) - BOL Bolívia (2) - BRA Brasil (13) - CAN Canadá (13) - CHI Chile (9) - COL Colômbia (3) - CUB Cuba (14) - USA Estados Unidos (13) | - ECU Equador (4) - GUA Guatemala (2) - MEX México (12) - PAR Paraguai (1) - PUR Porto Rico (1) - URU Uruguai (3) - VEN Venezuela (14) |

## Medalhistas
Masculino
| Evento                   | Ouro                                                                       | Prata                                                                  | Bronze                                                                 |
| ------------------------ | -------------------------------------------------------------------------- | ---------------------------------------------------------------------- | ---------------------------------------------------------------------- |
| K-1 500 metros detalhes  | Manuel Cortina MEX México                                                  | Angus Mortimer CAN Canadá                                              | Edson da Silva BRA Brasil                                              |
| K-2 500 metros detalhes  | Jesús Valdez Manuel Cortina MEX México                                     | Jorge García Maikel Zulueta CUB Cuba                                   | Pablo de Torres Juan Pablo Bergero ARG Argentina                       |
| K-1 1000 metros detalhes | Angus Mortimer CAN Canadá                                                  | Sebastian Cuattrin BRA Brasil                                          | Jorge García CUB Cuba                                                  |
| K-2 1000 metros detalhes | Jesús Valdez Manuel Cortina MEX México                                     | Pablo de Torres Juan Pablo Bergero ARG Argentina                       | José Ramos Ramos Gabriel Rodríguez VEN Venezuela                       |
| K-4 1000 metros detalhes | Roberto Maheler Carlos Campos Sebastian Cuattrin Edson da Silva BRA Brasil | Chris Pellini Angus Mortimer Mark de Jonge Jeremy Bordeleau CAN Canadá | Eliecer Rodríguez Maikel Zulueta Jorge García Carlos Montalvo CUB Cuba |
| C-1 500 metros detalhes  | José Cristóbal Quirino MEX México                                          | Aldo Pruna CUB Cuba                                                    | Nivalter de Jesus BRA Brasil                                           |
| C-2 500 metros detalhes  | Karel Aguilar Serguey Torres CUB Cuba                                      | Gilberto Soriano José Cristóbal Quirino MEX México                     | Vilson Nascimento Wladimir Moreno BRA Brasil                           |
| C-1 1000 metros detalhes | Jose Cristóbal Quirino MEX México                                          | Reydel Ramos CUB Cuba                                                  | Benjamin Russell CAN Canadá                                            |
| C-2 1000 metros detalhes | Karel Aguilar Serguey Torres CUB Cuba                                      | Vilson Nascimento Wladimir Moreno BRA Brasil                           | Eduard Paredes José Silva VEN Venezuela                                |

Feminino
| Evento                  | Ouro                                                                        | Prata                                                                          | Bronze                                                                                |
| ----------------------- | --------------------------------------------------------------------------- | ------------------------------------------------------------------------------ | ------------------------------------------------------------------------------------- |
| K-1 500 metros detalhes | Jill D'Alessio CAN Canadá                                                   | Fernanda Lauro ARG Argentina                                                   | Anca Ionela Mateescu MEX México                                                       |
| K-2 500 metros detalhes | Kia Byers Marie-Christine Schmidt CAN Canadá                                | Yulitza Meneses Lianet Álvarez CUB Cuba                                        | Ladymar Hernández Eliana Escalona VEN Venezuela                                       |
| K-4 500 metros detalhes | Darisleydis Amador Yulitza Meneses Lianet Álvarez Dayexi Gandarela CUB Cuba | Eliana Escalona Vanessa Silva Ladymar Hernández Zulmarys Sánchez VEN Venezuela | Jill D'Alessio Kia Byers Camille Tessier-Bussieres Marie-Christine Schmidt CAN Canadá |

## Quadro de medalhas
| Ordem | País          | Medalha de ouro | Medalha de prata | Medalha de bronze |    |
| ----- | ------------- | --------------- | ---------------- | ----------------- | -- |
| 1     | MEX México    | 5               | 1                | 1                 | 7  |
| 2     | CUB Cuba      | 3               | 4                | 2                 | 9  |
| 3     | CAN Canadá    | 3               | 2                | 2                 | 7  |
| 4     | BRA Brasil    | 1               | 2                | 3                 | 6  |
| 5     | ARG Argentina |                 | 2                | 1                 | 3  |
| 6     | VEN Venezuela |                 | 1                | 3                 | 4  |
| TOTAL | TOTAL         | 12              | 12               | 12                | 36 |